# Frontera marítima entre Guinea Ecuatorial y Santo Tomé y Príncipe
La frontera entre la República de Guinea Ecuatorial y la República Democrática de Santo Tomé y Príncipe es una frontera marítima que separa dichos países. Fue creada el 26 de junio de 1999 con la firma del Tratado en cuanto a la delimitación de la frontera marítima entre la República de Guinea Ecuatorial y la República Democrática de São Tomé y Príncipe.

## Geografía
La primera parte de la frontera separa Annobón (Guinea Ecuatorial) de la isla de São Tomé (Santo Tomé y Príncipe). Es marcada por cinco puntos de coordenadas geográficas:
1. 1°29'04"S 7°16'30"E
2. 0°47'15.8"S 6°11'30.7"E
3. 0°12'54"S 5°19'23"E
4. 0°41'45.3"N 3°37'03.2"E
5. 0°54'59.5"N 3°12'32.95"E.

La segunda parte de la frontera separa Mbini (Región Continental de Guinea Ecuatorial) de la isla de Príncipe (Santo Tomé y Príncipe). Es marcada por ocho puntos de coordenadas geográficas:
1. 0°37'25"N 8°11'42"E
2. 1°00'15"N 8°18'10"E
3. 1°11'32.65"N 8°21'38.75"E
4. 1°17'48"N 8°22'48"E
5. 1°24'14"N 8°24'08"E
6. 1°38'45"N 8°27'58"E
7. 1°49'10"N 8°30'15"E
8. 1°54'45"N 8°31'15"E.

## Tratado
El Tratado fue firmado en Malabo el 26 de junio de 1999 en dos folios originales (uno en español y el otro en portugués) por Miguel Oyone Ndong Mifumu (el Ministro de asuntos exteriores y cooperación internacional de Guinea Ecuatorial) y Alberto Paulino (el Ministro de asuntos exteriores y comunidades de Santo Tomé y Príncipe).